# Стадіо Карло Кастеллані
«Стадіо Карло Кастеллані» (італ. Stadio Carlo Castellani) — багатоцільовий стадіон в Емполі, Італія, домашня арена ФК «Емполі»
Стадіон побудований 1963 року, відкритий у 1965 році. Окрім футбольних матчів приймає змагання з легкої атлетики та культурні заходи.